# 3033 Holbaek
3033 Holbaek è un asteroide della fascia principale. Scoperto nel 1984, presenta un'orbita caratterizzata da un semiasse maggiore pari a 2,2354858 UA e da un'eccentricità di 0,0953798, inclinata di 4,73683° rispetto all'eclittica.
L'asteroide è dedicato alla città danese Holbæk.